# 안드레아스 묄러
안드레아스 묄러(Andreas Möller, 1967년 9월 2일 ~)는 독일의 은퇴한 축구 선수이며, 현역 시절 공격형 미드필더로 활약하였다. 그는 롱패스와 득점 능력으로 알려진 플레이메이커였다.

## 클럽 경력
선수 시절, 묄러는 아인트라흐트 프랑크푸르트 (1985–87, 1990–92, 2003–04), 보루시아 도르트문트 (1988–90, 1994–2000), 유벤투스 FC (1992-94), 그리고 FC 샬케 04 (2000-03)를 거쳤다. 그는 유벤투스 시절, 1993년에 UEFA컵 결승전에서 보루시아 도르트문트를 합계 6-1로 승리를 거두는데 한 골을 보태어 우승을 거두었다. 그는 이후 1997년에 그의 친정팀 유벤투스 FC를 3-1로 완파하며 보루시아 도르트문트가 유럽 정상에 처음으로 오르는데 공을 세웠다.

## 국가대표팀 경력
독일 국가대표팀 일원으로 묄러는 1990년 FIFA 월드컵과 UEFA 유로 1996의 우승을 거두었다. 묄러는 국가대표팀 소속으로 85경기를 소화하며 29골을 득점하였다. 그는 2번의 메이저대회 우승 이외에도 1994년과 1998년 FIFA 월드컵에도 참여하였으며, UEFA 유로 1992에도 참여하였다. 묄러는 1990년 FIFA 월드컵의 결승전에서 결장하였고, UEFA 유로 1996에서는 잉글랜드와의 준결승전에서 경고누적으로 결승전 출전이 무산되었다. 유로 1996의 준결승전에서 독일은 잉글랜드를 상대로 연장전까지 1-1로 팽팽이 맞선 뒤, 묄러는 마지막 승부차기를 성고시키며 폴 개스코인이 그의 페널티킥을 성공시킬때와 같은 동작으로 세레모니를 펼쳤다.

## 은퇴 이후
2007년 6월, 그는 헤센 오버리가에 속한 빅토리아 아샤펜부르크의 감독을 맡으며, 감독직에 입문하였다. 2008년에 그는 키커스 오펜바흐의 체력 코치로 임명되었다.

## 통계
| 클럽 경력 | 클럽 경력                 | 클럽 경력  | 리그 | 리그 | 컵            | 컵            | 리그컵/기타  | 리그컵/기타  | 클럽대항전 | 클럽대항전 | 합계 | 합계 |
| 시즌      | 클럽                      | 리그       | 출장 | 골   | 출장          | 골            | 출장         | 골           | 출장       | 골         | 출장 | 골   |
| 독일      | 독일                      | 독일       | 리그 | 리그 | DFB-포칼      | DFB-포칼      | DFB-리가포칼 | DFB-리가포칼 | 유럽대항전 | 유럽대항전 | 합계 | 합계 |
| --------- | ------------------------- | ---------- | ---- | ---- | ------------- | ------------- | ------------ | ------------ | ---------- | ---------- | ---- | ---- |
| 1985/86   | 아인트라흐트 프랑크푸르트 | 분데스리가 | 1    | 0    |               |               |              |              |            |            |      |      |
| 1986/87   | 아인트라흐트 프랑크푸르트 | 분데스리가 | 22   | 1    | 3             | 2             |              |              |            |            |      |      |
| 1987/88   | 아인트라흐트 프랑크푸르트 | 분데스리가 | 12   | 4    | 2             | 1             |              |              |            |            |      |      |
| 1987/88   | 보루시아 도르트문트       | 분데스리가 | 14   | 3    | 2             | 0             |              |              |            |            |      |      |
| 1988/89   | 보루시아 도르트문트       | 분데스리가 | 29   | 11   | 5             | 2             |              |              |            |            |      |      |
| 1989/90   | 보루시아 도르트문트       | 분데스리가 | 32   | 10   | 2             | 0             | 1            | 1            | 4          | 0          |      |      |
| 1990/91   | 아인트라흐트 프랑크푸르트 | 분데스리가 | 32   | 16   | 7             | 2             |              |              | 2          | 1          |      |      |
| 1991/92   | 아인트라흐트 프랑크푸르트 | 분데스리가 | 37   | 12   | 2             | 0             |              |              | 4          | 2          |      |      |
| 이탈리아  | 이탈리아                  | 이탈리아   | 리그 | 리그 | 코파 이탈리아 | 코파 이탈리아 | 리그컵       | 리그컵       | 유럽대항전 | 유럽대항전 | 합계 | 합계 |
| 1992/93   | 유벤투스 FC               | 세리에 A   | 26   | 10   |               |               |              |              |            |            |      |      |
| 1993/94   | 유벤투스 FC               | 세리에 A   | 30   | 9    |               |               |              |              |            |            |      |      |
| 독일      | 독일                      | 독일       | 리그 | 리그 | DFB-포칼      | DFB-포칼      | DFB-리가포칼 | DFB-리가포칼 | 유럽대항전 | 유럽대항전 | 합계 | 합계 |
| 1994/95   | 보루시아 도르트문트       | 분데스리가 | 30   | 14   |               |               |              |              |            |            |      |      |
| 1995/96   | 보루시아 도르트문트       | 분데스리가 | 23   | 8    |               |               |              |              |            |            |      |      |
| 1996/97   | 보루시아 도르트문트       | 분데스리가 | 26   | 5    |               |               |              |              |            |            |      |      |
| 1997/98   | 보루시아 도르트문트       | 분데스리가 | 26   | 10   |               |               |              |              |            |            |      |      |
| 1998/99   | 보루시아 도르트문트       | 분데스리가 | 30   | 7    |               |               |              |              |            |            |      |      |
| 1999/00   | 보루시아 도르트문트       | 분데스리가 | 18   | 3    |               |               |              |              |            |            |      |      |
| 2000/01   | FC 샬케 04                | 분데스리가 | 32   | 1    |               |               |              |              |            |            |      |      |
| 2001/02   | FC 샬케 04                | 분데스리가 | 32   | 4    |               |               |              |              |            |            |      |      |
| 2002/03   | FC 샬케 04                | 분데스리가 | 22   | 1    |               |               |              |              |            |            |      |      |
| 2003/04   | 아인트라흐트 프랑크푸르트 | 분데스리가 | 11   | 0    |               |               |              |              |            |            |      |      |
| 합계      | 독일                      | 독일       | 429  | 110  |               |               |              |              |            |            |      |      |
| 합계      | 이탈리아                  | 이탈리아   | 56   | 19   |               |               |              |              |            |            |      |      |
| 합계      | 경력 합계                 | 경력 합계  | 485  | 129  |               |               |              |              |            |            |      |      |

| 독일 축구 국가대표팀 | 독일 축구 국가대표팀 | 독일 축구 국가대표팀 |
| 연도                 | 출장                 | 골                   |
| -------------------- | -------------------- | -------------------- |
| 1988                 | 1                    | 0                    |
| 1989                 | 6                    | 2                    |
| 1990                 | 7                    | 1                    |
| 1991                 | 5                    | 1                    |
| 1992                 | 7                    | 1                    |
| 1993                 | 10                   | 7                    |
| 1994                 | 12                   | 2                    |
| 1995                 | 9                    | 5                    |
| 1996                 | 12                   | 6                    |
| 1997                 | 4                    | 0                    |
| 1998                 | 10                   | 4                    |
| 1999                 | 2                    | 0                    |
| 합계                 | 85                   | 29                   |

## 수상

#### 보루시아 도르트문트
- 분데스리가: 1994-95, 1995-96
- DFB 포칼 : 1988-89
- DFL-슈퍼컵: 1989, 1995, 1996
- UEFA 챔피언스리그: 1996-97
- 인터콘티넨털컵: 1997

#### 유벤투스
- UEFA 컵: 1992-93

#### 샬케 04
- DFB-포칼: 2000-01, 2001-02

#### 독일
- FIFA 월드컵: 1990
- UEFA 유럽 축구 선수권 대회: 1996
- US컵 : 1993

### 개인
- 키커 분데스리가 올해의 팀 : 1988–89, 1989–90, 1990–91, 1991–92, 1995–96, 2000–01
- 분데스리가 도움왕 : 1989–90, 1995–96
- 키커 최우수 공격형 미드필더 : 1990, 1991
- 인터컨티넨탈컵 MoM : 1997